# Pepe Buitrago
Pepe Buitrago Yañez (Tomelloso, Ciudad Real, 1954) es un artista español de la fotografía holografíca.

## Biografía
Su actividad artística se inicia en la pintura. Tras viajar a Nueva York, con la beca Fulbright (1985), se introduce en el campo de la holografía. La exposición “Pintura, hierro y luz” (Madrid, 1989) es indicativa de un rumbo que se afianza al establecerse seguidamente en Londres, donde estuvo residiendo hasta 1996, y trabajando en colaboración con algunos técnicos de la holografía como Mike Medora, Nigel Robiette y Caroline Palmer con quien realiza la holoescultura “What do you think?” (Benjamín Rodees Gallery, Londres, 1989). En 1990, recibió la Beca de la Fundación Pollock & Krasner de Nueva York.

## Obra
“La apariencia de la realidad- la realidad de la apariencia” es el argumento de una serie de trabajos (fotografía, video, hologramas,...) realizados por Buitrago durante los últimos veinte años. Una reflexión acerca de la delicada línea que discurre entre lo real y lo irreal, la sutil barrera entre lo que conocemos y desconocemos, entre lo que la realidad nos muestra y nos oculta. Como las instalaciones: “Throwing it down the drain” (Battersea Arts Centre, Londres, 1995), “Geometría” (Casa do Sal, Terceira, Açores y Sala do Veado, Museo Nacional de Historia Natural, Lisboa, Portugal 1998), “Simulación-Disimulación” (‘Tentaciones’ ESTAMPA, Madrid, 1999), la serie “Nobody-Nadie” (Madrid, 2001), “Sostenible-Insostenible” llevada a cabo con una Beca-Residencia en el Center for the Holographic Arts (N.Y., 2004 un proyecto subvencionado por Shearwater Foundation) o “Nadie es nadie” (MEIAC de Badajoz, ZKM de Kalsruhe, Alemania e Instituto Tomie Ohtake, Sau Paulo 2008-09). Participación en Camargo Cibernético en 2009, Santander. En 2010 participó en la III Bienal de Arte Contemporáneo, Fundación ONCE, Complejo El Águila, Madrid.  Su última instalación Where is the way?, fue expuesta en el Pabilion 28 - Hospital Julio de Matos, Lisboa 2009,  en el Palacio de la Mosquera, Avila 2010 y en ARTENAVAS, Ávila 2011. En 2023 participa en PANORAMA 2023: 45 años reivindicando el Estatuto del Artista en el Museo Zapadores Ciudad del Arte, Madrid.
De un modo paralelo a estos proyectos, Pepe Buitrago, ha ido desarrollando diversos trabajos de holopoesía -como el libro “Siglo XX” (Londres, 1991), las series “Tono de voz” y “Tiempo” (C.Real, 2006) o sus trabajos de fotografía con hologramas (Madrid, 2007)- dónde juega con el lenguaje, a la vez que, con la levedad inmaterial y la profundidad aparente de los elementos holográficos. 
Los títulos con los que denomina sus trabajos son palabras desnudas de retórica, preguntas que lanza al espectador, dudas, juegos del lenguaje y es el visitante el que tiene que encontrar su propia respuesta, todas son válidas, quizás incluso infinitas. 
Pepe Buitrago en el directorio de artistas en el Media Centre d'Art y Disseny MECAD de Barcelona. (enlace roto disponible en Internet Archive; véase el historial, la primera versión y la última).